# État-major de la Marine impériale japonaise

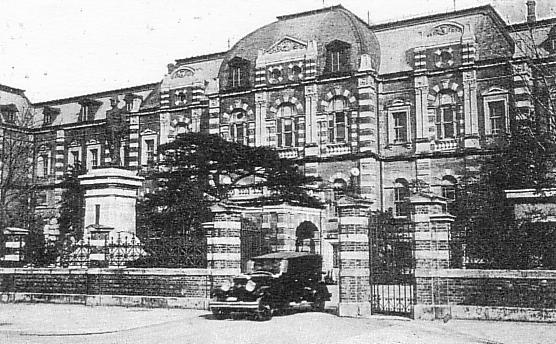
Siège de l'État-major de la marine, dans les années 1930.

L'État-major de la marine impériale japonaise (軍令部, Gunreibu) était l'un des plus hauts organismes de la marine impériale japonaise. Chargé de la planification et des opérations, il était dirigé par un amiral et avait son siège à Tokyo.

## Histoire
Créé en 1893, l'État-major de la marine était responsable de toutes les fonctions opérationnelles de la marine impériale, en plus du ministère de la Marine qui était responsable des fonctions administratives. Chargé de la planification et de l'exécution des stratégies de défense nationales, l'État-major était sous la responsabilité directe de l'empereur du Japon, et non du premier ministre, de la diète ou même du ministère de la Marine. Il fut toujours dirigé par un amiral en service actif et avait son siège à Tokyo.
« Le ministère était responsable du budget de la marine, de la construction navale, du personnel, des relations avec la diète et le cabinet et des questions générales de la politique maritime. L'État-major dirigeait les opérations de la flotte et la préparation des plans de guerre. »
Après le traité de Washington de 1922, où le Japon avait accepté de garder la taille de sa flotte plus petite que celles du Royaume-Uni et des États-Unis, la marine impériale japonaise se divisa entre deux cliques politiques opposées, la faction de la flotte et la faction du traité. Le ministère de la Marine était plutôt pro-traité et soucieux de maintenir l'alliance anglo-japonaise. L'État-major de la marine était cependant plus du côté de la faction de la flotte, ce qui s'accentua durant les années 1930 avec la montée du militarisme japonais. L'État-major poussa à l'attaque de Pearl Harbor contre la volonté du ministère de la Marine plus diplomatique.
Après 1937, le ministère et l'État-major devinrent membres du quartier-général impérial.
Après la défaite japonaise en 1945, l'État-major fut aboli, en même temps que la marine impériale japonaise, par les forces alliés en novembre 1945 et ne furent pas recréées par la constitution du Japon de 1947.

## Organisation
L'État-major était organisé comme suivant :
- 1re section: Bureau des opérations
- 2e section: Bureau des armes et de la mobilisation
- 3e section: Bureau du renseignement
- 4e section: Bureau des communications

## Liste des chefs de l'État-major de la marine
| #  | Date du poste                        | Nom                             |
| -- | ------------------------------------ | ------------------------------- |
| 1  | 8 mars 1889 - 17 mai 1889            | Contre-amiral Itō Toshiyoshi    |
| 2  | 17 mai 1889 - 17 juin 1891           | Contre-amiral Arichi Shinanojo  |
| 3  | 17 juin 1891 - 12 décembre 1892      | Contre-amiral Inoue Yoshika     |
| 4  | 12 décembre 1892 - 18 juillet 1894   | Vice-amiral Nakamuta Kuranosuke |
| 5  | 18 juillet 1894 - 11 mai 1895        | Vice-amiral Kabayama Sukenori   |
| 6  | 11 mai 1895 - 20 décembre 1905       | Vice-amiral Itō Sukeyuki        |
| 7  | 20 décembre 1905 - 1er décembre 1909 | Amiral Tōgō Heihachirō          |
| 8  | 1er décembre 1909 - 22 avril 1914    | Vice-amiral Ijūin Gorō          |
| 9  | 22 avril 1914 - 1er décembre 1920    | Vice-amiral Shimamura Hayao     |
| 10 | 1er décembre 1920 - 15 avril 1925    | Amiral Yamashita Gentarō        |
| 11 | 15 avril 1925 - 22 janvier 1929      | Amiral Kantarō Suzuki           |
| 12 | 22 janvier 1929 - 11 juin 1930       | Amiral Kato Hiroharu            |
| 13 | 11 juin 1930 - 2 février 1932        | Vice-amiral Taniguchi Naomi     |
| 14 | 2 février 1932 - 9 avril 1941        | Amiral Prince Hiroyasu Fushimi  |
| 15 | 9 avril 1941 - 21 février 1944       | Amiral Osami Nagano             |
| 16 | 21 février 1944 - 2 août 1944        | Amiral Shigetarō Shimada        |
| 17 | 2 août 1944 - 29 mai 1945            | Amiral Koshirō Oikawa           |
| 18 | 29 mai 1945 - 15 octobre 1945        | Amiral Soemu Toyoda             |

## Source de la traduction
- (en) Cet article est partiellement ou en totalité issu de l’article de Wikipédia en anglais intitulé « Imperial Japanese Navy General Staff » (voir la liste des auteurs).